# Adolf Seel
Adolf Seel, né le 1er mars 1829 à Wiesbaden et mort le 14 février 1907 à Dillenburg, est un peintre prussien.

## Biographie
Il étudie à l'Académie des beaux-arts de Düsseldorf de 1844 à 1850 où Wilhelm Sohn est son professeur. Il se forme un an de plus à Paris en 1864 et un autre à Rome en 1865.
En 1870 et 1871, il fait une tournée en Espagne, au Portugal et sur les côtes d'Afrique du Nord. En 1873 et 1874, il voyage dans l'Orient, où il fait de nombreuses peintures d'architecture.
Son œuvre dans la mode de l'orientalisme, notamment des bâtiments arabes et mauresques, offre une perspective magistrale, éclairée et colorée, fait attention à la décoration peinte aussi bien dans son détail.